# Thrypticus acuticauda
Thrypticus acuticauda är en tvåvingeart som beskrevs av Van Duzee 1929. Thrypticus acuticauda ingår i släktet Thrypticus och familjen styltflugor.
Artens utbredningsområde är Guatemala. Inga underarter finns listade i Catalogue of Life.